# Peter de Bourgraaf
Peter de Bourgraaf (Tilburg, 20 februari 1969) is een Nederlands historicus die zich sinds 1991 specialiseert in vredesonderzoek, onderzoek naar imperialisme en het einde van de Eerste Wereldoorlog dat resulteerde in het Verdrag van Versailles. De Bourgraaf is auteur van Hundert Jahre Urkatastrophe. Der Kolonialvertrag 1919 . Hij koos bij het schrijven van het boek voor een taal van een van de drie grote mogendheden in kwestie (waarbij die van de Franse en vooral Engelse auteurs van het verdrag afvielen en het Duits overbleef), hetgeen tevens als een bewuste keus voor trans-Europese geschiedschrijving is op te vatten. Voor de periode 100 jaar na het Verdrag van Versailles, streeft De Bourgraaf naar internationaal overkoepelende voortzetting van het onderzoek.  

## Biografie
Bourgraaf studeerde voor zijn master-diploma aan de Universiteit van Hamburg. Naast zijn werk als vrijgevestigd historicus werkt De Bourgraaf als docent Duits.

## These van ‘Hundert Jahre Urkatastrophe’
De onderzoeksbijdrage van De Bourgraaf wijkt op meerdere aspecten af van de bestaande standaardwerken over de geschiedschrijving van het omstreden Verdrag van Versailles. Veel standaardwerken markeren het einde van de ‘Grote Oorlog’ met de militair-diplomatieke wapenstilstand op 11 november 1918. De hoofdgedachte van het boek is dat de inzet van het Britse Empire gedurende de driemaal verlengde wapenstilstand volledig draaide om het realiseren van haar eigen imperialistische en koloniale ambities. Dat dit na zeven maanden geallieerde onderhandelingen op 28 juni 1919 resulteerde in zeer onvoordelige vredesvoorwaarden voor de Weimarrepubliek (de democratisch geconstitutioneerde opvolger van het Duitse Keizerrijk), wisten de leiders van Groot-Brittannië en het Empire destijds al. Het verdrag ging op 10 januari 1920 in werking. 
Zo waren de Britse David Lloyd George en de Zuid-Afrikaanse Jan C. Smuts, die hoofd van de Rijksdelegatie was, zich bewust van de gevaren van de door henzelf georkestreerde onttakeling van Duitsland en van Duits revanchisme. Echter, geen van beide imperialisten greep in. De Bourgraaf betitelt het eindresultaat van het verdrag dan ook als een 'koloniaal verdrag'. De Duitse delegatie kreeg het als fait accompli voorgelegd ter ondertekening. Het primair koloniale karakter blijkt ook uit de ordening: op 28 juni zaten er tegenover de delegatie van de Duitse republiek 32 “landen”: 27 geallieerde landen plus de vijf vertegenwoordigingen in de nationalistische Rijksdelegatie. Die laatsten kwamen steevast uit de koloniën maar stonden en passant als ‘natie’ op het protocol. Dit waren Australië, Nieuw-Zeeland, Zuid-Afrika, Canada en India. Deze landen staan in het Engelse spraakgebruik bekend als de vier Dominions en India. De drie eerstgenoemde koloniën slaagden erin om het ontwerp van het verdrag naar hun hand te zetten.

### Internationale ontvangst
- In “Historisch Politisches Buch” 2/2019 is een recensie van “Hundert Jahre Urkatastrophe. Der Kolonialvertrag 1919” verschenen.[6]
- In de tweede helft van 2019 verschijnt de vertaling van het vierde en laatste hoofdstuk in een Amerikaanse verzamelbundel.

## Geschiedschrijving van het Verdrag van Versailles
Geschiedenisonderwijs heeft in de afgelopen decennia het principe van multiperspectiviteit omarmd, wat betekent dat meerdere perspectieven (veelal nationale narratives) naast elkaar worden gezet en kritisch met elkaar kunnen worden vergeleken. De bijdrage van De Bourgraaf past hierin. Het genoemde principe komt echter op dit omstreden onderwerp van nu honderd jaar oud duidelijk te kort, zoals de auteur overtuigend bewijst. Zo staan we nog maar aan het begin van een Europese herinneringscultuur. De Bourgraaf heeft daarom de 'Europese Commissie voor transnationale Aufarbeitung en herinneringscultuur vanaf 1914' - kort: Aufa100 - opgericht te Amsterdam en Berlijn op 19 maart 2020.
Voor de herinneringscultuur in de landen die deelnamen aan de Eerste Wereldoorlog is de Britse overwinningspropaganda tot op heden dominant geweest. Na de onmenselijkheden van de Tweede Wereldoorlog van 1940-1945, waaronder de Holocaust, verdween discussie over wat er in Versailles was gebeurd naar de achtergrond. Dit gold ook voor geschiedschrijving in landen die ten tijde van de Grote Oorlog neutraal waren maar in de Tweede Wereldoorlog wel werden bezet door Duitsland. In het verenigde Duitsland wordt de Aufarbeitung (Vergangenheitsbewältigung) van Hitlers oorlog voortgezet, zoals deze door de DDR en BRD verschillend ter hand werd genomen. Tegelijkertijd wordt dit proces gehinderd door een taboe over de oorlog van 1914-1919. 

## Ander werk
De Bourgraaf werkte zijn masterscriptie aan de Universiteit van Hamburg met eigen middelen om tot monografie, die in 2005 verscheen met de titel The U.S.-Brussels Peace with the Russian Federation. Are the Federation and the Old West Falling Apart? (Haus Rissen Hamburg. Institut für Internationale Politik und Wirtschaft, Hamburg 2005).
Zijn eerste lezing over de “koloniale kwestie” van 1999 bij de Koninklijke Militaire Academie te Breda krijgt sinds 2016 een vervolg met optredens in verschillende landen. De Bourgraaf werd onder meer uitgenodigd door de Saksische Centrale voor Politieke Vorming, door de universiteiten van Straatsburg, Leipzig en Berlijn, alsmede door Europa in Noord-Holland en het Stadtmuseum te Berlijn (Humboldt Forum).  